# 沢入駅
沢入駅（そうりえき）は、群馬県みどり市東町沢入にあるわたらせ渓谷鐵道わたらせ渓谷線の駅である。駅番号はWK13。

## 歴史
- 1912年（大正元年）12月31日：足尾鉄道の駅として開業[1]。当時の読みは「そおり」[1]。
- 1918年（大正7年）6月1日：国有化され、足尾線の駅となる[1]。
- 1970年（昭和45年）10月1日：貨物の取り扱いを廃止[1]。
- 1984年（昭和59年）2月1日：荷物扱い廃止[1]。
- 1987年（昭和62年）4月1日：国鉄分割民営化に伴い、東日本旅客鉄道の駅となる[1]。
- 1989年（平成元年）3月29日：JR足尾線の第三セクター鉄道化により、わたらせ渓谷鐵道の駅となる[1]。同時に読みを「そうり」に変更[1]。無人化。
- 2009年（平成21年）11月2日 - プラットホームと待合所が登録有形文化財に登録される。

## 駅構造
相対式ホーム2面2線を有する地上駅。両ホームは跨線橋およびホーム両端の構内踏切（遮断機なし）で結ばれている。
木造駅舎内に「沢入簡易郵便局」を併設しているが（平日のみ営業）、乗車券の発売や改札業務は行わず、無人駅と同じ扱いである。下りホーム側には東屋や、渡良瀬川に面した遊歩道などが整備されている。
国道が未整備だった頃は足尾線の貨物を利用して渡良瀬川の御影石を運搬し、当駅が御影石の積載所だった。現ホームの足尾側に、もう1本ホーム跡と思われる石積みがある。
駅構内には地元住民により2,200株の紫陽花が植えられており、開花時期には観光客の目を楽しませている。

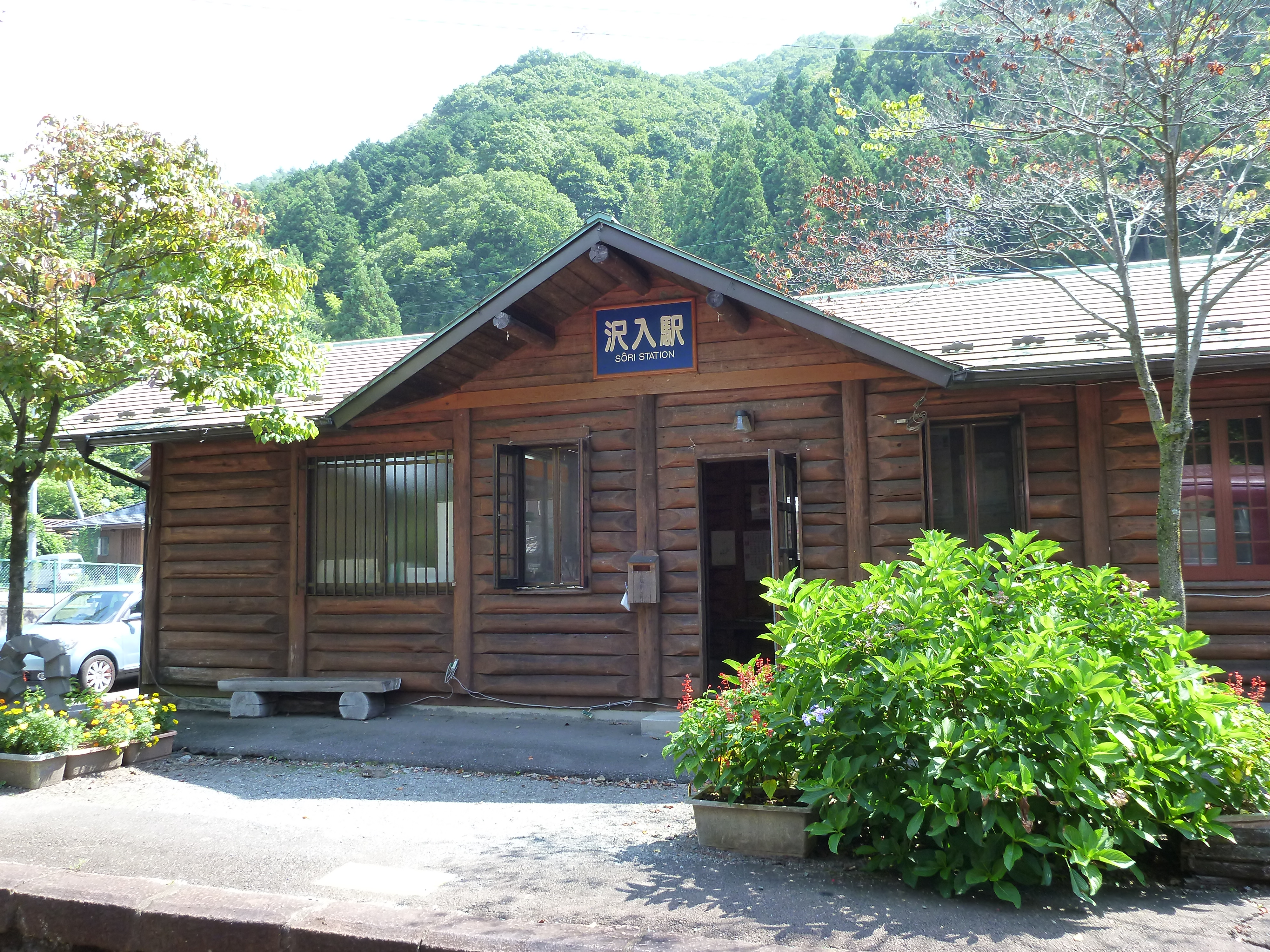
駅舎（ホーム側）
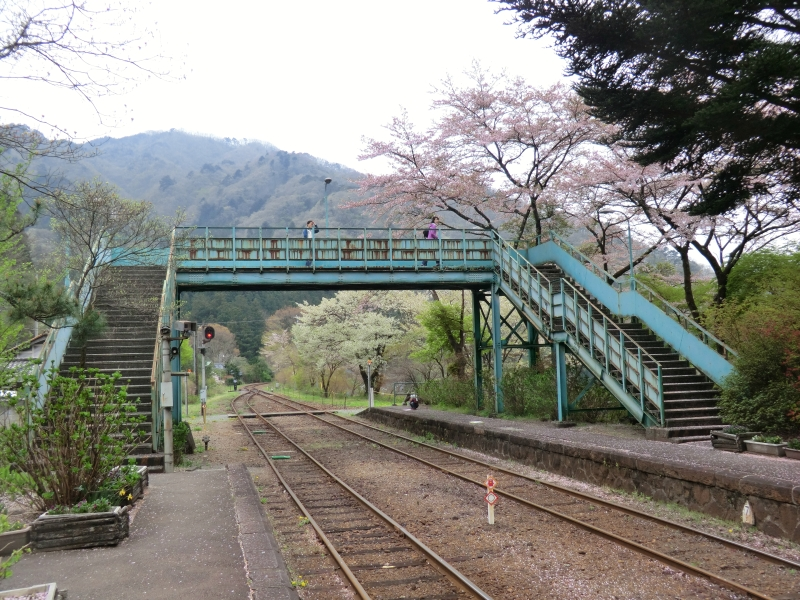
構内（桐生方面寄り）

## 利用状況
朝夕の通学（地元中学生も利用する）の他は、地元住民の利用が中心である。袈裟丸山へのアクセス駅だが、登山口まで遠いため、登山目的で利用する人は少ない。列車同士の交換をする際、下り列車が5分間停車することがあり、その際には下りホームにある紫陽花などの花を見ることができ、途中の旅の駅として楽しめる。
1日の平均乗降人員は以下の通りである。
| 年度   | 1日平均人数 |
| ------ | ----------- |
| 2011年 | 39          |
| 2012年 | 40          |
| 2013年 | 44          |
| 2014年 | 42          |
| 2015年 | 39          |
| 2016年 | 33          |
| 2017年 | 28          |
| 2018年 | 26          |

## 駅周辺
- 陶器と良寛書の館（2021年3月閉館）
- 沢入国際サーカス学校[4]
- 黒坂石バンガローテント村
- 大澤寺（銅七福神 福禄寿）

## バス路線
| 停留所 | 運行事業者                              | 系統   | 行先   |
| ------ | --------------------------------------- | ------ | ------ |
| 沢入駅 | みどり市東町路線バス （赤城観光自動車） | 沢入線 | 神戸駅 |

## 坂東カーブ
沢入駅から原向駅までの区間は、同鉄道の中でも急勾配区間に当たる。落石に注意する場所が数か所あり、国鉄時代にも台風や大雨による落石で運転を見合わせることがあった。そのひとつに坂東カーブがある。この区間も、蒸気機関車C12形による重連運転が行われていた。自力加速が可能なディーゼルカーでさえも、全力力走にしても足尾方面の場合40 km/hが限界である。逆に桐生行きは勾配を下るため惰性走行でもかなりの速度が出るために、坂東カーブ入口手前に速度照査式のATSが設置されている。

## その他
- 当駅はわたらせ渓谷線における群馬県内最後の駅であり、特別企画乗車券「ぐんまワンデーパス」「ぐんまワンデーローカルパス」のフリーエリアも当駅までとなっている。
- 2018年（平成30年）3月にNHKの連続テレビ小説『半分、青い。』のロケが行われ、当駅での撮影分は第72回・第73回（同年6月23日・25日放送）に登場した[5]。なお、劇中での駅名は「夏虫駅」であった[5][7]。

### 文化財
登録有形文化財 - 2009年（平成21年）11月2日登録
- 上り線プラットホーム及び待合所[8][9]
- 貨物上屋及びプラットホーム[10][11]

## 隣の駅
わたらせ渓谷鐵道
■わたらせ渓谷線
- トロッコ列車「トロッコわたらせ渓谷号」・「トロッコわっしー号」停車駅

神戸駅（WK12） - 沢入駅（WK13） - 原向駅（WK14）